# Itame sigmaria
Itame sigmaria är en fjärilsart som beskrevs av Achille Guenée 1858. Itame sigmaria ingår i släktet Itame och familjen mätare. Inga underarter finns listade i Catalogue of Life.